# 1996 QX1
1996 QX1 är en asteroid i huvudbältet som upptäcktes den 24 augusti 1996 av de båda japanska astronomerna Seiji Ueda och Hiroshi Kaneda i Kushiro.
Asteroiden har en diameter på ungefär 7 kilometer och den tillhör asteroidgruppen Eunomia.